# 산둥 IFC
산둥 IFC는 중화인민공화국 산둥성 지난에 공사중인 마천루이다. 2021년 3월 18일 기준으로 건물의 높이는 339m를 뛰어넘었다.

## 같이 보기
- 중화인민공화국의 마천루 목록